# 笔洗

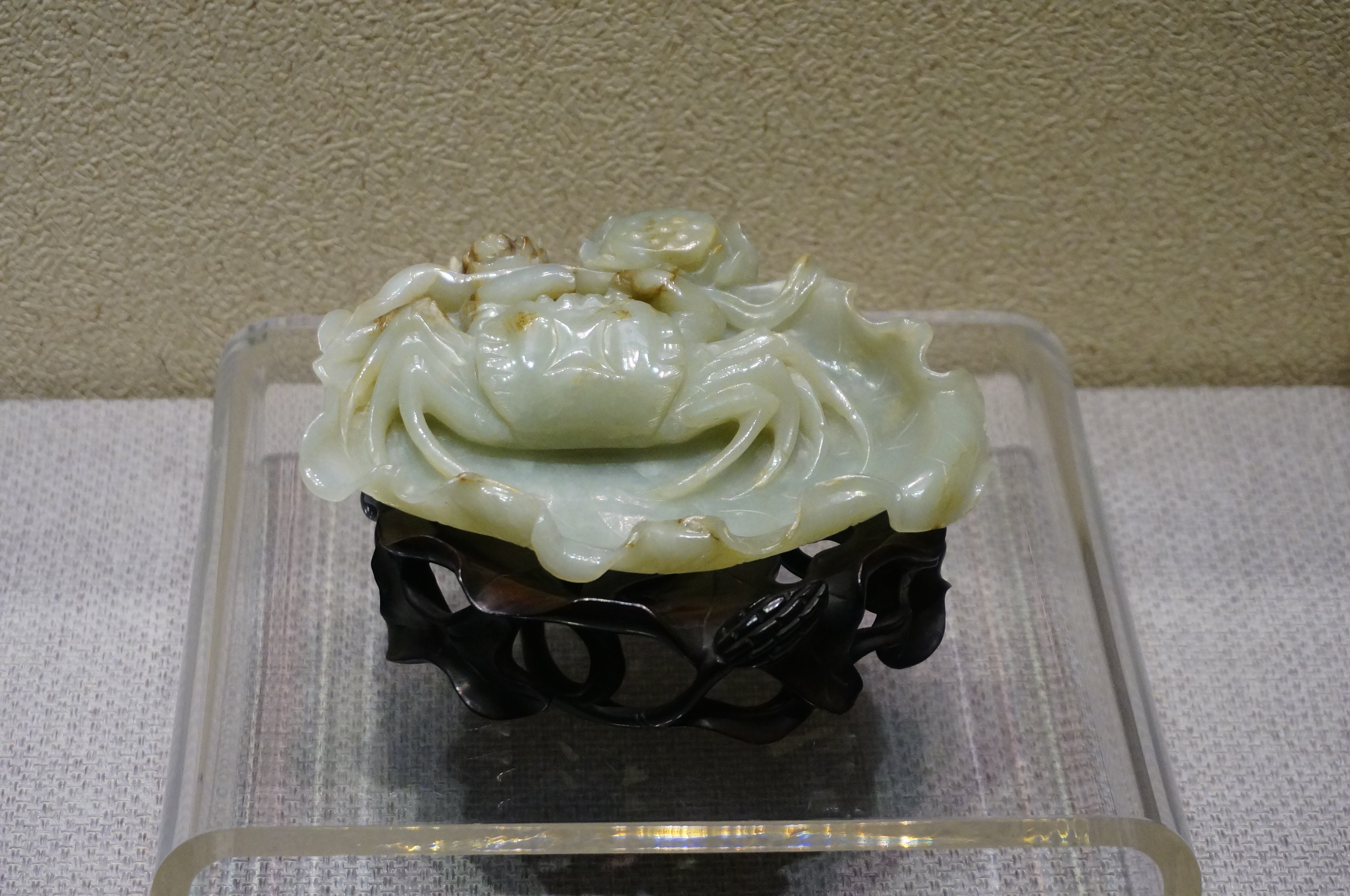
清代螃蟹形笔洗，嘉兴博物馆藏。

笔洗又稱墨洗，為古代中國文化輻射地區放在案头、盛水用于涮洗毛笔的文具，因毛笔极为娇嫩，用后如不即刻洗净，墨中之胶将浸蚀笔尖，故笔洗常为文房必备。笔洗造型一般为敞口、浅腹，器口要求光滑以不伤笔毫，器身形状规格不一，有圆形、葵花形、蔗段形、桃形、荷叶形和莲花形等，材料有銅、玉和瓷质等，前者多琢镂有紋飾，后者有各种釉色、彩绘和刻纹等。